# 나이절 고드리치
나이절 고드리치(영어: Nigel Timothy Godrich, 1971년 2월 28일 ~ )는 영국의 음반 제작자, 오디오 엔지니어, 음악가이다. 그는 《OK Computer》 (1997년) 이후 모든 스튜디오를 제작했고 대부분의 가수 톰 요크의 솔로 곡들을 제작하면서 영국 록 밴드 라디오헤드와의 작업으로 유명하다. 그는 아톰스 포 피스와 울트라스타의 일원이다. 고드리치가 함께 작업한 다른 작업으로는 벡, 폴 매카트니, U2, R.E.M. 그리고 로저 워터스가 있다. 그는 지하실에서 음악 웹시리즈를 만든 사람이다.